# بلو گپ (آریزونا)
بلو گپ (به انگلیسی: Blue Gap) یک منطقهٔ مسکونی در ایالات متحده آمریکا است که در شهرستان آپاچی، آریزونا واقع شده‌است. بلو گپ ۱٬۹۸۰٫۰ متر بالاتر از سطح دریا واقع شده‌است.